# Aaron Stainthorpe
Aaron Stainthorpe (Inglaterra; 12 de noviembre de 1968) es un músico británico, conocido por ser el cantante de la banda de doom metal My Dying Bride.

## Vida personal
Nació en Inglaterra, trasladándose a Alemania seis meses después de nacer, al ser destinado su padre, oficial del ejército británico, allí.

## My Dying Bride
Cantante desde la formación de la banda, Aaron Stainthorpe tiene mucha responsabilidad en que My Dying Bride sea una de los principales representantes de la generación de bandas británicas de Doom metal aparecidas a principios de la década de 1990.
Pese a que en sus inicios sufría de miedo escénico, Stainthorpe superó el mismo eliminando su influencia sobre su capacidad de actuar en directo, algo que en los inicios de su carrera, y según declaraciones suyas[cita requerida] podía llegar a impedirle concluir exitosamente sus actuaciones.
My Dying Bride destacó desde sus inicios como una banda prometedora, lo que ya en 1993 los llevó a girar con Iron Maiden, lo que les permitió ampliar aún más su público siempre apoyados en el portentoso trabajo vocal de Stainthorpe.

## Influencias
Las influencias de Aaron en su carrera profesional van desde Celtic Frost, Candlemass, Bathory, hasta grupos que se salen del mundo del heavy metal, así pues, Aaron es un fuerte seguidor de grupos como Swans, Nick Cave and the Bad Seeds y Depeche Mode, entre otros. 
Por otro lado, en la página oficial de la banda, afirma que su disco favorito de my dying bride es The Dreadful Hours, y, fuera del grupo, el álbum White Light From the Mouth of Infinity, de Swans.
Además, Aaron es un gran aficionado a la poesía romántica, lo que proporciona un carácter romántico al grupo en las letras que escribe; a esto se le podría añadir las excelentes voces depresivas que emplea frecuentemente, por lo que dota al conjunto de un gran sentimiento romántico.
Aparte de voces depresivas, suele usar voces guturales acompañadas de riffs propios del death metal, lo que otorga a la banda un carácter doom/death, al igual que otras bandas como Anathema (en sus comienzos) o Paradise Lost.
Aaron es por tanto el único miembro original de My Dying Bride, al igual que el guitarrista Andrew Craighan. Además, no ha pertenecido a ningún otro grupo anteriormente. Sería notable aclarar que durante los 17 años que ha permanecido en la banda, Stainthorpe se ha convertido en uno de los personajes más representantes del doom metal, junto con Vincent Cavanagh -cantante de la gran banda británica Anathema.

## Religión, amor, y sexo: temas preferentes en sus letras
A la hora de inspirarse, Aaron lee la Biblia. En una entrevista concedida en mayo de 2004 comentó que:

Yo no tengo creencias religiosas pero me gusta usar la Biblia como fuente de inspiración porque dispone de una gran riqueza de preciosos cuentos y personajes. Así como El Señor de los Anillos, es tan sólo una novela de ficción, nada más. No hay ninguna evidencia de que Dios exista.
Aaron Stainthorpe

Del mismo modo, a pesar de la naturaleza depresiva y taciturna de sus letras, Stainthorpe declaró (ver referencia anterior a Metal Rules) que la música del grupo no nos proporciona una descripción exacta de su personalidad. «Por lo general soy un tipo feliz».

## Colaboración con otros artistas
Aunque su gran obra es My Dying Bride, Stainthorpe ha colaborado con otros artistas. En 2006 prestó su voz y letras al grupo Angtoria en el tema "Original Sin" incluido en el disco "God Has a Plan For Us All", publicado el 24 de abril de 2006.

## Otras facetas artísticas
Además de letrista y cantante, Stainthorpe tiene otras facetas artísticas, siendo responsable de numerosas portadas para los álbumes de My Dying Bride. También es fotógrafo.